# Mentol
Mentol je organsko jedinjenje  koje se može napraviti sintetičkim putem, ili dobiti iz peperminta i drugih ulja nane. On je voskasta, kristalna supstanca, prozirna ili bele boje, koja je čvrsta na sobnoj temperaturi i otapa se na nešto većoj. Glavni oblik mentola u prirodi je (−)-mentol, koji ima (1R,2S,5R) konfiguraciju. Mentol ima lokalna anestetička i kontrairitantska svojstva, i u širokoj je upotrebi za olakšavanje manjih iritacija grla. Mentol takođe deluje kao slab agonist kapa opioidnog receptora.

## Struktura
Prirodni mentol postoji kao jedan čist stereoizomer, skoro uvek (1R,2S,5R) form (donji levi ugao na dijagramu ispod). Osam mogućih stereoizomera su:
U prirodnom jedinjenju, izopropilna grupa je u trans orijentaciji sa metil i hidroksil grupom. To se može prikazati na sledeće načine:

## Literatura
- E. E. Turner, M. M. Harris, Organic Chemistry, Longmans, Green & Co., London, 1952.
- Handbook of Chemistry and Physics, 71st edition, CRC Press, Ann Arbor, Michigan, 1990.
- The Merck Index, 7th edition, Merck & Co, Rahway, New Jersey, USA, 1960.
- Perfumer & Flavorist, 32  (12):, Pages 38–47

## Spoljašnje veze
- Colacot, Thomas J. (2002). „2001 Nobel Prize in Chemistry”. Platinum Metals Review. 46 (2): 82—83. doi:10.1595/003214002X4628283.
- Ryoji Noiori Nobelovo predavanje (2001)
- Informacije of mentolu
- Hladnije od mentola
- Pregled mentola